# Prima di partire (Babaman)
Prima di partire è il secondo album del rapper italiano Mr. Baba, l'ultimo prima che l'artista iniziasse a dedicarsi al reggae.

## Tracce
1. Intro
2. Danneggio gli Mc's
3. Il vizio
4. Non scordarti di me
5. Vi siete accorti?!
6. Gente e gente
7. L'italiano medio